# Перовка (река)
Перо́вка (фин. Perojoki) — река в Выборгском районе Ленинградской области. Вытекает из Большого Кирилловского озера на высоте 34 м над уровнем моря (в 3 км от посёлка Кирилловское), течёт на северо-запад. Дважды пересекает железную дорогу Санкт-Петербург — Выборг: между Кирилловским и Лейпясуо и между Лейпясуо и станцией Гаврилово. В окрестностях Выборга впадает в Краснохолмское озеро, протокой соединённое с Сайменским каналом.
Длина реки составляет 47 км, площадь водосборного бассейна — 760 км².
В окрестностях Лейпясуо на Перовке сохранились остатки плотины, обеспечивавшей водную преграду перед дотами линии Маннергейма.
Непосредственно на берегах реки находятся посёлки Перово и Гончарово.

## Данные водного реестра

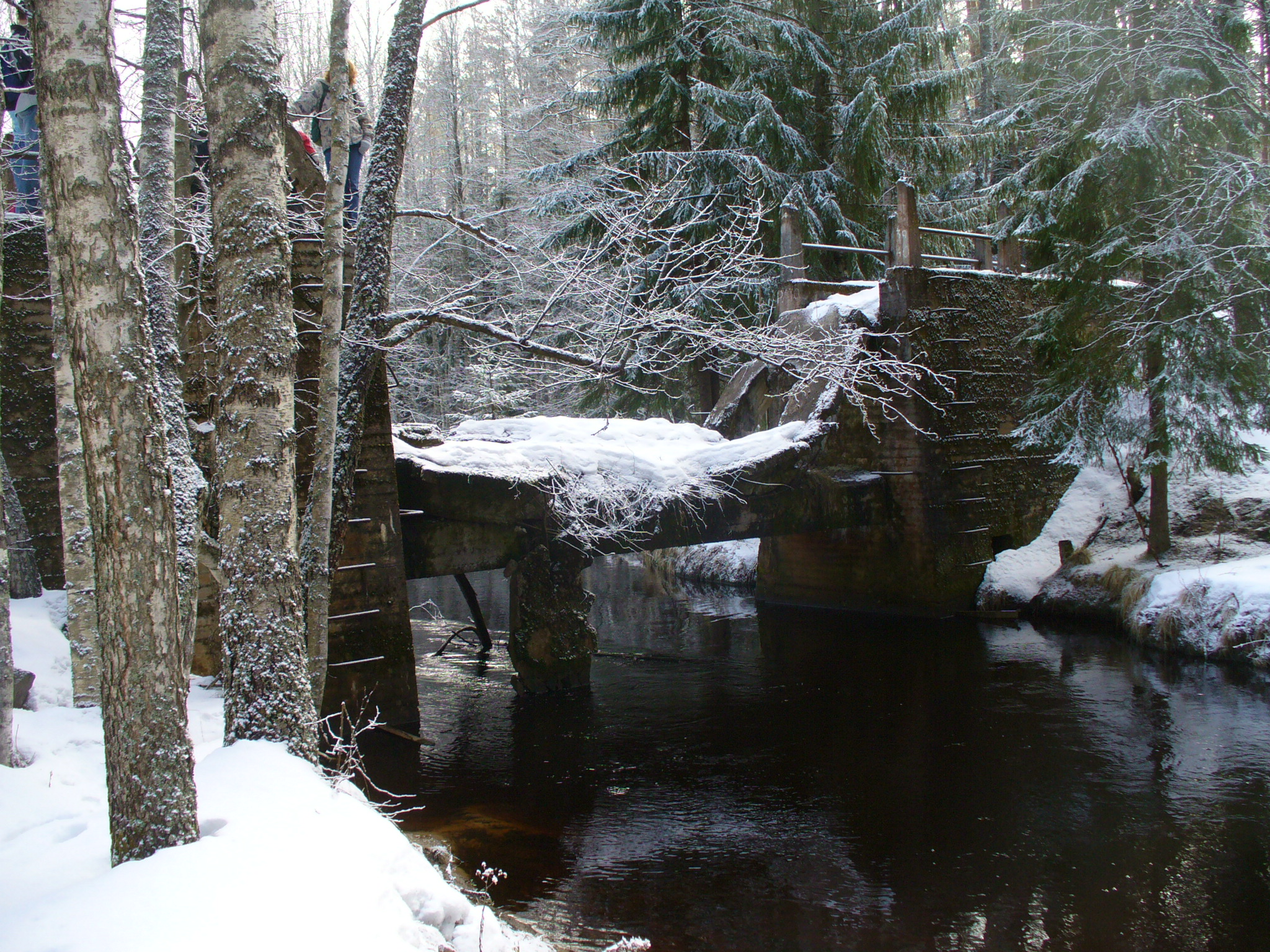
Остатки плотины к западу от Лейпясуо

По данным государственного водного реестра России относится к Балтийскому бассейновому округу, водохозяйственный участок реки — Реки и озера бассейна Финского залива от границы РФ с Финляндией до северной границы бассейна р. Нева, речной подбассейн реки — Нева и реки бассейна Ладожского озера (без подбассейна Свирь и Волхов, российская часть бассейнов). Относится к речному бассейну реки Нева (включая бассейны рек Онежского и Ладожского озера).
Код объекта в государственном водном реестре — 01040300512102000008157.

## Бассейн
Имеет правый приток — реку Талинйоки, несущую воды озёр:
- Губановское (в него впадает река Михайловка)
- Соколиное
- Кунье
- Смирновское
- Большое Градуевское (исток Талинйоки, в него впадают реки Градуевка и Нижняя Липовка)
- Сосновогорское
- Никифоровское
- Липовское
- Восход
- Гавриловское
- Ламское
- Поклонное
- Утиное
- Большое Молочное
- Большое Лесное
- Малое Краснохолмское